# استنلی سگارل
استنلی سگارل (انگلیسی: Stanley Segarel؛ زادهٔ ۴ مارس ۱۹۹۴) بازیکن فوتبال اهل فرانسه است.
از باشگاه‌هایی که در آن بازی کرده‌است می‌توان به باشگاه ورزشی آمیان اشاره کرد.